# کارل ریشتر
کارل ریشتر (به آلمانی: Karl Richter) (زادهٔ ۱۵ اکتبر ۱۹۲۶ - درگذشتهٔ ۱۵ فوریهٔ ۱۹۸۱) موسیقی‌دان، نوازندهٔ ارگان، نوازندهٔ هارپسیکورد و رهبر ارکستر اهل آلمان بود.
قطعهٔ «کنسرتوی براندنبورگ، در فا ماژور، شمارهٔ ۲، موومان اول»، که توسط گروه ارکستر با رهبری او نواخته شده‌است، اولین آهنگی است که در دیسک طلایی کاوشگرهای وویجر ۱ و وویجر ۲ ضبط شده‌است.
او در سال ۱۹۸۱ در شهر مونیخ، بر اثر حمله قلبی درگذشت.